# ポルフィリ・ポドーベド
ポルフィリ・アルテミエヴィチ・ポドーベド（Porfiri Artemyevich Podobed, Порфирий Арте́мьевич Подобед, 1886年10月16日 - 1965年11月9日）は、ソビエト連邦の俳優、映画監督である。

## 人物・来歴
1886年（明治19年）10月16日に生まれる。
1924年（大正13年）、38歳のときに、レフ・クレショフのクレショフ工房に参加、同工房の第1回作品、クレショフの監督作『ボリシェヴィキの国におけるウェスト氏の異常な冒険』にウェスト氏役で主演し、スクリーンにデビューした。
1930年（昭和5年）、44歳のときに、ヤコフ・プロタザーノフと共同監督として、トーキー映画『聖ヨルゲンの休日』で初めて映画を演出する。1934年（昭和9年）、プロタザーノフと再度共同で、『あやつり人形』を監督した。
1965年（昭和40年）11月9日、死去した。満79歳没。

## フィルモグラフィ
- 『ボリシェヴィキの国におけるウェスト氏の異常な冒険』 Необычайные приключения мистера Веста в стране Большевиков : 監督レフ・クレショフ、1924年 - 出演（ウェスト氏役）
- 『死の光線』 Луч смерти : 監督レフ・クレショフ、1925年 - 出演
- По закону : 監督レフ・クレショフ、1926年 - 出演
- 『生ける屍』 Живой труп : 監督フョードル・オツェプ、1929年 - 出演
- 『聖ヨルゲンの休日』 Праздник Святого Йоргена : 共同監督ヤコフ・プロタザーノフ、1930年 - 監督
- 『雪どけ』 Ледолом : 監督ボリス・バルネット、1931年 - 助監督
- 『地平線』 Горизонт : 監督レフ・クレショフ、1932年 - 出演（ダン役）
- 『あやつり人形』 Марионетки : 共同監督ヤコフ・プロタザーノフ、1934年 - 監督